# Shamokin Dam
Shamokin Dam es un borough ubicado en el condado de Snyder en el estado estadounidense de Pensilvania. En el año 2000 tenía una población de 1.502 habitantes y una densidad poblacional de 316.9 personas por km².

## Geografía
Shamokin Dam se encuentra ubicado en las coordenadas 40°50′56″N 76°49′16″O / 40.84889, -76.82111.

## Demografía
Según la Oficina del Censo en 2000 los ingresos medios por hogar en la localidad eran de $34,514 y los ingresos medios por familia eran $45,461. Los hombres tenían unos ingresos medios de $31,711 frente a los $21,917 para las mujeres. La renta per cápita para la localidad era de $19,923. Alrededor del 8.4% de la población estaba por debajo del umbral de pobreza.